# Lista de jogadores campeões da World Team Cup
Segue a lista de campeões da World Team Cup.
| Ano                                     | Equipe Campeã      | Jogador 1          | Jogador 2             | Jogador 3             | Jogador 4          |
| --------------------------------------- | ------------------ | ------------------ | --------------------- | --------------------- | ------------------ |
| 2012                                    | Sérvia             | Miki Janković      | Janko Tipsarević      | Viktor Troicki        | Nenad Zimonjić     |
| 2011                                    | Alemanha           | Christopher Kas    | Philipp Kohlschreiber | Florian Mayer         | Philipp Petzschner |
| 2010                                    | Argentina          | Juan Mónaco        | Eduardo Schwank       | Diego Veronelli       | Horacio Zeballos   |
| 2009                                    | Sérvia             | Janko Tipsarević   | Viktor Troicki        | Nenad Zimonjić        | –                  |
| 2008                                    | Suécia             | Thomas Johansson   | Robert Lindstedt      | Robin Söderling       | –                  |
| 2007                                    | Argentina          | José Acasuso       | Agustín Calleri       | Juan Ignacio Chela    | –                  |
| 2006                                    | Croácia            | Mario Ančić        | Ivo Karlović          | Ivan Ljubičić         | –                  |
| 2005                                    | Alemanha           | Florian Mayer      | Christopher Kas       | Philipp Kohlschreiber | Philipp Petzschner |
| 2004                                    | Chile              | Adrián García      | Fernando González     | Nicolás Massú         | –                  |
| 2003                                    | Chile              | Fernando González  | Nicolás Massú         | Marcelo Ríos          | –                  |
| 2002                                    | Argentina          | José Acasuso       | Lucas Arnold          | Guillermo Cañas       | Gastón Etlis       |
| 2001                                    | Austrália          | Wayne Arthurs      | Scott Draper          | Lleyton Hewitt        | –                  |
| 2000                                    | Eslováquia         | Karol Kučera       | Dominik Hrbatý        | Ján Krošlák           | –                  |
| 1999                                    | Austrália          | Mark Philippoussis | Patrick Rafter        | Sandon Stolle         | –                  |
| 1998                                    | Alemanha           | Tommy Haas         | Nicolas Kiefer        | Florian Mayer         | Alexander Waske    |
| 1997                                    | Espanha            | Tomás Carbonell    | Albert Costa          | Félix Mantilla        | Francisco Roig     |
| 1996                                    | Suíça              | Jakob Hlasek       | Marc Rosset           | –                     | –                  |
| 1995                                    | Suécia             | Jonas Björkman     | Stefan Edberg         | Magnus Larsson        | –                  |
| 1994                                    | Alemanha           | Bernd Karbacher    | Patrik Kühnen         | Michael Stich         | –                  |
| 1993                                    | Estados Unidos     | Michael Chang      | Patrick McEnroe       | Richey Reneberg       | Pete Sampras       |
| 1992                                    | Espanha            | Sergi Bruguera     | Sergio Casal          | Emilio Sánchez        | –                  |
| 1991                                    | Suécia             | Stefan Edberg      | Magnus Gustafsson     | –                     | –                  |
| 1990                                    | Iugoslávia         | Goran Ivanišević   | Goran Prpić           | Slobodan Živojinović  | –                  |
| 1989                                    | Alemanha Ocidental | Boris Becker       | Eric Jelen            | Carl-Uwe Steeb        | –                  |
| 1988                                    | Suécia             | Kent Carlsson      | Stefan Edberg         | Anders Järryd         | –                  |
| 1987                                    | Checoslováquia     | Miloslav Mečíř     | Tomáš Šmíd            | Milan Šrejber         | –                  |
| 1986                                    | França             | Guy Forget         | Henri Leconte         | Thierry Tulasne       | –                  |
| 1985                                    | Estados Unidos     | Jimmy Connors      | Ken Flach             | John McEnroe          | Robert Seguso      |
| 1984                                    | Estados Unidos     | Jimmy Arias        | Peter Fleming         | John McEnroe          | –                  |
| 1983                                    | Espanha            | Ángel Giménez      | José Higueras         | Manuel Orantes        | –                  |
| 1982                                    | Estados Unidos     | Gene Mayer         | Sherwood Stewart      | Eliot Teltscher       | –                  |
| 1981                                    | Checoslováquia     | Ivan Lendl         | Tomáš Šmíd            | –                     | –                  |
| 1980                                    | Argentina          | José Luis Clerc    | Guillermo Vilas       | –                     | –                  |
| 1979                                    | Austrália          | John Alexander     | Phil Dent             | Kevin Warwick         | –                  |
| 1978                                    | Espanha            | José Higueras      | Manuel Orantes        | –                     | –                  |
| Torneio não realizado entre 1977 e 1976 |                    |                    |                       |                       |                    |
| 1975                                    | Estados Unidos     | Arthur Ashe        | Roscoe Tanner         | –                     | –                  |